# 黃春棉
黃春棉（1936年—）是臺灣田徑運動員，高雄市人，主攻三鐵項目，女子鐵餅前全國紀錄保持者。她曾代表國家參加1954年亞洲運動會女子鉛球比賽，獲得第五名，並於四年後的1958年亞洲運動會，以33.65公尺的成績奪下女子鐵餅銅牌。淡出賽場後與基層棒球教練蕭長滾結婚，夫妻育有三名子女。